# Histoire de Goa
 (novembre 2012).
Si vous disposez d'ouvrages ou d'articles de référence ou si vous connaissez des sites web de qualité traitant du thème abordé ici, merci de compléter l'article en donnant les références utiles à sa vérifiabilité et en les liant à la section « Notes et références ».

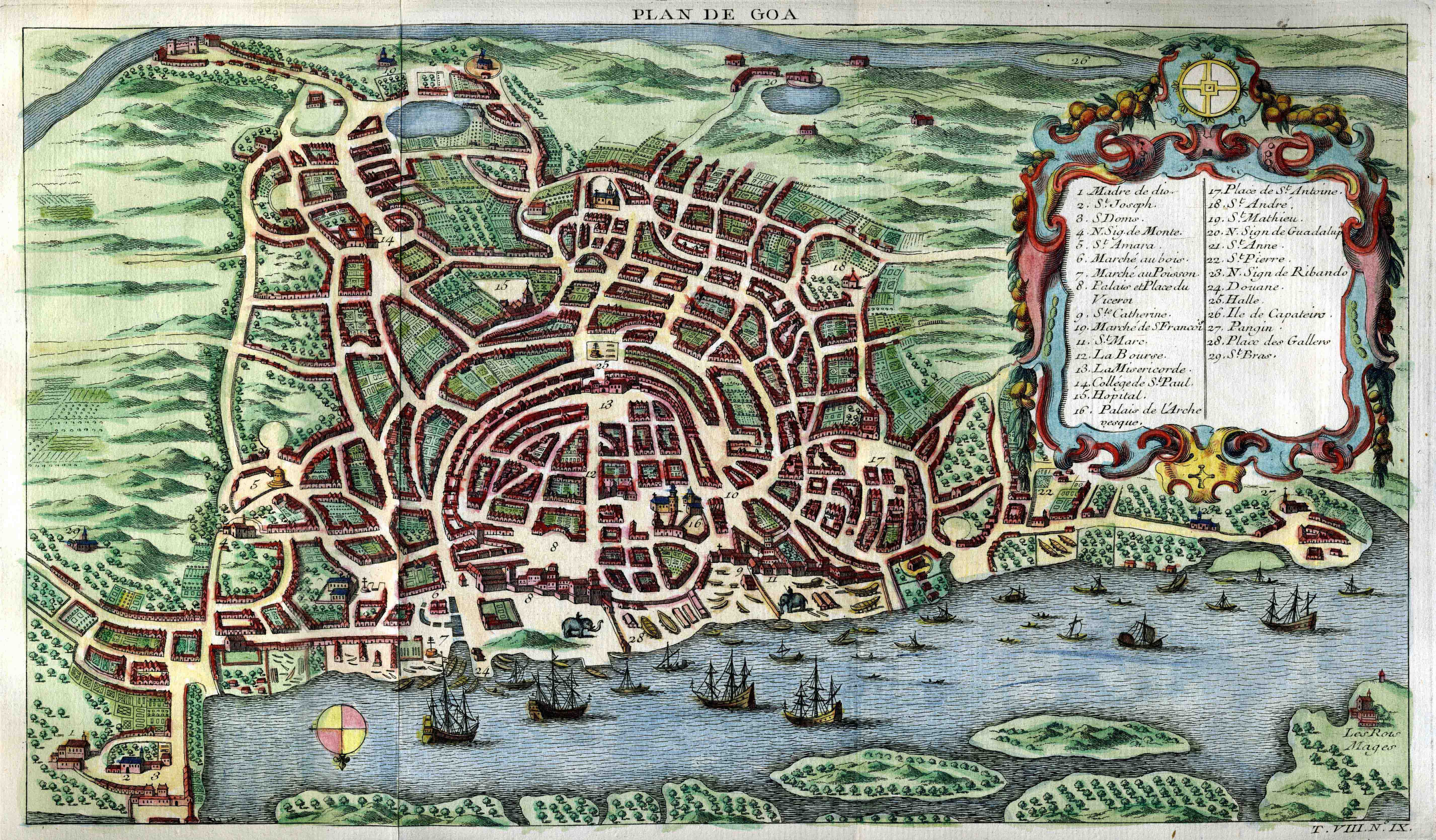
Plan de Goa, tiré de l’Histoire générale des Voyages par de la Harpe (1750).

Goa forme la première implantation coloniale portugaise en Inde.

## Colonie portugaise (1510-1961)

### Conquête portugaise

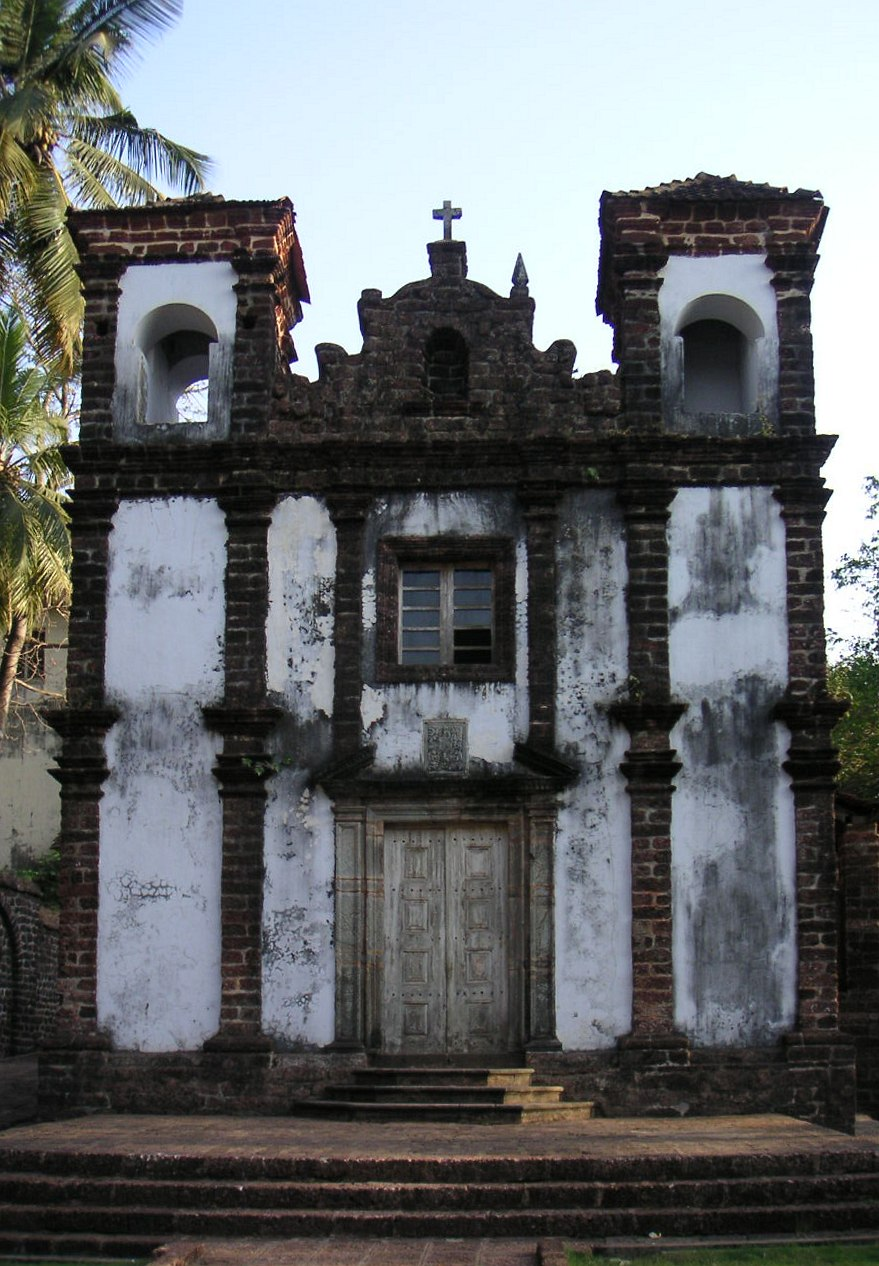
La chapelle Sainte-Catherine, dans le Vieux-Goa, a été édifiée sous l'occupation portugaise.

Avec le démantèlement du royaume de Bahmanî, en 1482, Goa passa sous le contrôle de Yusuf Âdil Shâh, le roi de Bîjâpur, qui régnait lorsque les Portugais arrivèrent en Inde. 
À l'époque, Goa était un important point d'embarquement des pèlerins indiens pour La Mecque, mais c'était surtout un port de commerce sans rival sur la côte occidentale, hormis Calicut. C'était en particulier un centre d'importation de chevaux arabes, en provenance d'Ormuz, marchandises vitales pour les royaumes du Dekkan en guerre perpétuelle. La place était facilement défendable par n'importe quelle puissance qui avait la maîtrise des mers, car les fleuves qui encerclent la région ne pouvaient être traversés à gué qu'en un seul point qui avait été infesté délibérément par des crocodiles.
Les Portugais attaquèrent le 10 février 1510 sous le commandement d'Afonso de Albuquerque. Un ascète hindou ayant prédit la chute de la ville et la garnison de mercenaires ottomans étant dépassée par le nombre, la ville se rend sans combattre, et Albuquerque y entre en triomphe, acclamé par la population hindoue. 
Trois mois plus tard, Yusuf Adil Shah arrive avec 60 000 hommes de troupe, force le passage à gué, et bloque les Portugais dans leurs bateaux de mai à août, jusqu'à ce que la fin de la mousson leur permette de reprendre la mer. 
Le 25 novembre 1510, Afonso de Albuquerque prend définitivement la ville au sultan de Bijapur, Yusuf Âdil Shâh, avec l'aide d'un allié local, Thimmayya  ou Timoji, un corsaire . Les Portugais établissent une colonie permanente à Velha Goa (Vieux Goa). Ce fut le début de l'Inde portugaise à Goa qui durera quatre siècles et demi, jusqu'à son annexion par l'Inde en 1961.

### Organisation

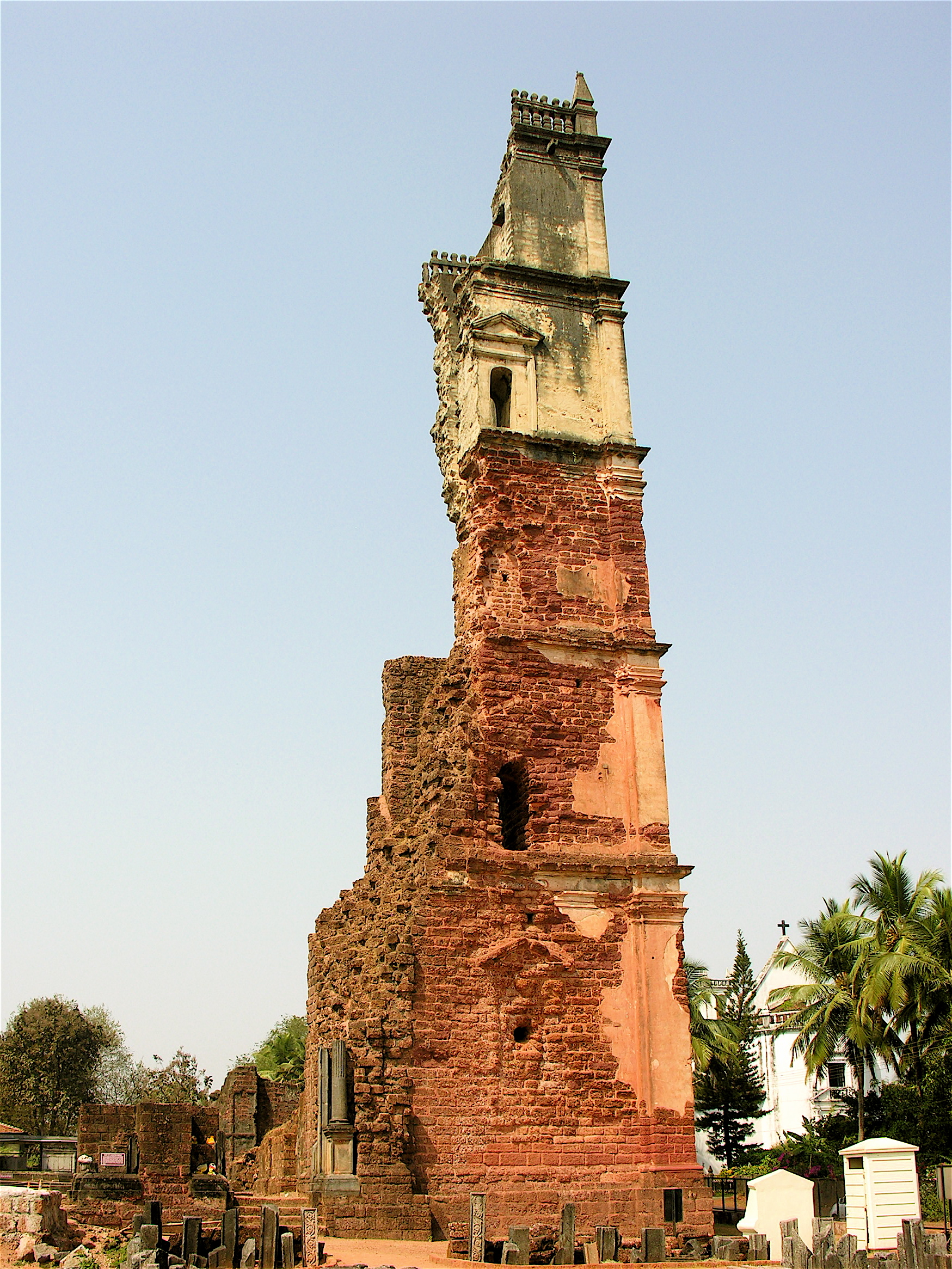
Ruines de l'église Saint-Augustin, édifiée en 1602 par les missionnaires augustiniens présents à Goa depuis 1587.

Goa est la première implantation portugaise en Asie. Albuquerque l'imagine comme une colonie et une base navale, à la différence des comptoirs fortifiés qui avaient été établis dans certains ports indiens. Il encourage ses hommes à épouser des femmes indigènes, et à s'installer comme fermiers, commerçants ou artisans. Ces hommes deviennent bientôt une caste de privilégiés, et la population eurasienne de Goa augmente considérablement. Albuquerque et ses successeurs respectent les coutumes des trente communautés villageoises de l'île, interdisant seulement le rite de la satî. Un recueil de ces coutumes (Foral de usos e costumes) est édité en 1526, et constitue un document historique de grande valeur.
Goa devient la capitale de tout l'empire portugais en Orient. Les mêmes privilèges civiques que Lisbonne lui sont accordés. Son Sénat ou chambre municipale est en communication directe avec le roi et envoie un représentant spécial pour s'occuper de ses intérêts à la cour. En 1563, le gouverneur propose même de faire de Goa le siège d'un parlement, auquel toutes les parties de l'Orient portugais seraient représentées, mais le roi s'y oppose.
En 1542, saint Francois Xavier mentionne la splendeur architecturale de la ville qui atteint l'apogée de sa prospérité entre 1575 et 1625. La « Goa Dourada », en français « Goa Dorée », est alors la « merveille des merveilles », selon tous les voyageurs qui s'y rendent, et un proverbe portugais disait : « Celui qui a vu Goa n'a pas besoin de voir Lisbonne ».
Des marchandises de tout l'Orient sont disponibles dans le bazar de Goa, telles les perles et le corail de Bahreïn, la porcelaine et la soie de Chine, les drogues et les épices de l'archipel malais.  
Siège de la cour du vice-roi, mais aussi place militaire et religieuse importante, la vie sociale de Goa est alors très brillante. Cependant, au cours du  XVIe siècle, le luxe et l'ostentation de toutes les classes sociales y deviennent outranciers. La quasi-totalité des travaux manuels sont le fait des esclaves et la société goanaise entre en décadence.
L'arrivée des Néerlandais dans les eaux indiennes entraîne la ruine progressive de Goa. En 1603 et 1639, ces derniers font le siège de la ville sans réussir à la prendre. En 1635, elle est ravagée par une épidémie. 

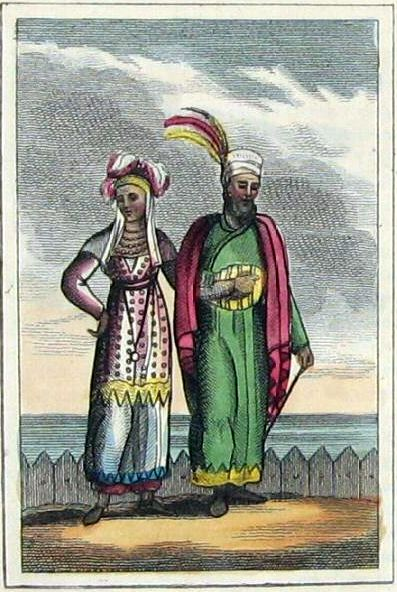
Gens de Goa, ill. tirée de Geographical Present de M.-A. Venning (1820).

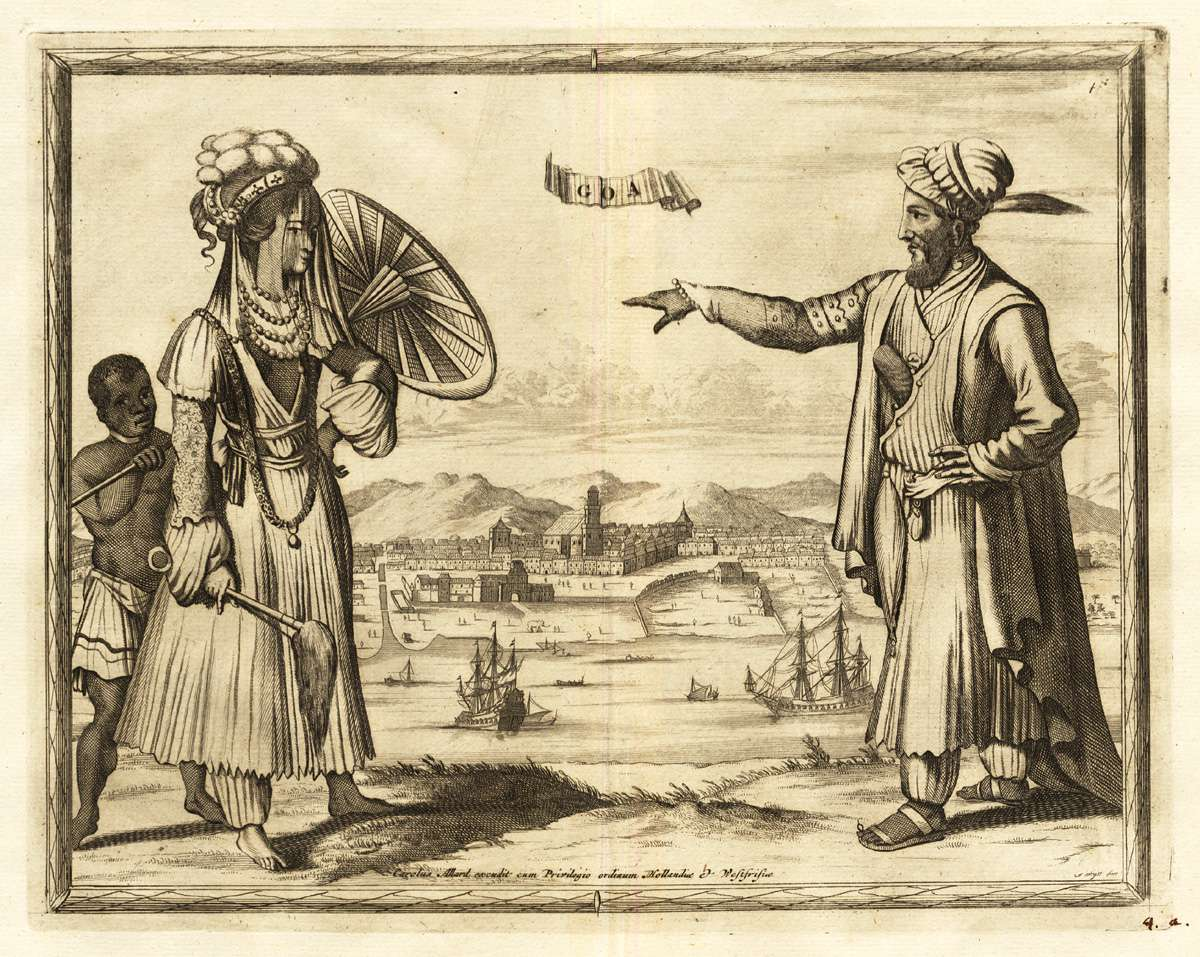
Homme et femme de Goa accompagnés d'un jeune esclave noir.

Le commerce est graduellement monopolisé par les Jésuites. Thévenot en 1666, Baldaeus en 1672, Fryer en 1675 décrivent sa paupérisation et son déclin inéluctable. En 1683, la ville est sauvée in extremis d'une capture par les Marathes par l'arrivée opportune de l'armée moghole et en 1739, le territoire attaqué par le même ennemi n'est sauvé que par l'arrivée inattendue d'un nouveau vice-roi et de sa flotte. Ce péril était toujours imminent et ce jusqu'en 1759, quand une paix est conclue avec les Marathes. Cette même année, la proposition, discutée depuis 1684, du déplacement du siège du gouvernement vers Panjim devient réalité. Entre 1695 et 1775, la population diminua de 20 000 à 1 600 habitants, et en 1835, Goa n'est plus habitée que par quelques prêtres, moines et nonnes.
En 1943, Goa subit un raid des forces britanniques, dénommé opération Boarding Party. Sa baie abrite alors des navires allemands, protégés par le Portugal, pays neutre mais dont le régime de l'Estado Novo est plutôt proche de l'Axe.

## Rattachement à l'Inde indépendante en 1961
La revendication indienne sur Goa éclate en 1954, au moment où les Français rétrocèdent leurs territoires à l'Inde indépendante. Nehru profite de cette dynamique pour tenter de déstabiliser le territoire portugais par des moyens politiques qui évitent l'affrontement militaire. L'opération échoue mais elle met les Portugais en position défensive et, à terme, perdante.
Finalement, après 450 ans de présence portugaise, Goa est envahie par les troupes de Jawaharlal Nehru lors de l'opération Vijay les 18 et 19 décembre 1961 et intégrée dans l'Union indienne.
Après l'annexion par l'Inde, Goa est d'abord soumis à un gouvernement militaire pendant cinq mois ; puis l'ordre civil est restauré et la région devint un territoire assujetti au gouvernement fédéral.
Le 19 décembre est célébré chaque année dans l'État de Goa comme fête de la libération.